# Les Avellanes i Santa Linya
|  | Aquest article tracta sobre el municipi de la Noguera. Vegeu-ne altres significats a «Linya». |

Les Avellanes i Santa Linya és un municipi de Catalunya situat a la comarca de la Noguera, amb quatre nuclis urbans, les Avellanes, Santa Linya, Vilanova de la Sal i Tartareu, amb capital a les Avellanes.
A dos quilòmetres de Santa Linya hi ha la Cova Gran de Santa Linya, un important jaciment arqueològic descobert l'any 2002. I una gran zona per l'escalada esportiva i de lleure.
Dins del municipi trobem molts llocs d'interès històric i de turisme. Es poden fer moltes activitats, com caminades, passejades amb BTT, etc. totes relacionades amb la natura. També es poden trobar indrets i edificis d'interès cultural com la Torreta, les salines, Sant Urbà, Sant Miquel....ect.
Des del 2019, la seva alcaldessa és Lidia Ber Salmons que pren el relleu de Maria Carme Garrofé Amorós.

## Geografia
- Llista de topònims de les Avellanes i Santa Linya (Orografia: muntanyes, serres, collades, indrets..; hidrografia: rius, fonts...; edificis: cases, masies, esglésies, etc).

## Demografia
| Entitat de població | Habitants (2023) |
| les Avellanes       | 208              |
| Vilanova de la Sal  | 105              |
| Tartareu            | 101              |
| Santa Linya         | 57               |
| Font: Idescat       |                  |

| 1497 f | 1515 f | 1553 f | 1717 | 1787 | 1857  | 1877  | 1887  | 1900  | 1910  |
| ------ | ------ | ------ | ---- | ---- | ----- | ----- | ----- | ----- | ----- |
| 106    | 72     | 96     | 363  | 606  | 2.556 | 2.163 | 2.106 | 1.706 | 1.435 |

| 1920  | 1930  | 1940  | 1950  | 1960 | 1970 | 1981 | 1990 | 1992 | 1994 |
| ----- | ----- | ----- | ----- | ---- | ---- | ---- | ---- | ---- | ---- |
| 1.393 | 1.249 | 1.170 | 1.071 | 818  | 616  | 570  | 512  | 475  | 475  |

| 1996 | 1998 | 2000 | 2002 | 2004 | 2006 | 2008 | 2010 | 2012 | 2014 |
| ---- | ---- | ---- | ---- | ---- | ---- | ---- | ---- | ---- | ---- |
| 460  | 483  | 483  | 482  | 476  | 469  | 470  | 463  | 458  | 479  |

| 2016 | 2018 | 2020 | 2022 | 2024 | 2026 | 2028 | 2030 | 2032 | 2034 |
| ---- | ---- | ---- | ---- | ---- | ---- | ---- | ---- | ---- | ---- |
| 465  | 455  | 433  | 459  | 430  | -    | -    | -    | -    | -    |

El primer cens és del 1970, després de la fusió de les Avellanes (que el 1857 havia incorporat Tartareu i Vilanova de la Sal) i de Santa Linya. Els anys anteriors són la suma dels antics municipis.

## Fills i filles il·lustres
- Domènec Agustí i Salmons (1849-1916): metge i delegat a l'Assemblea de Manresa (1892).